# Agnafit

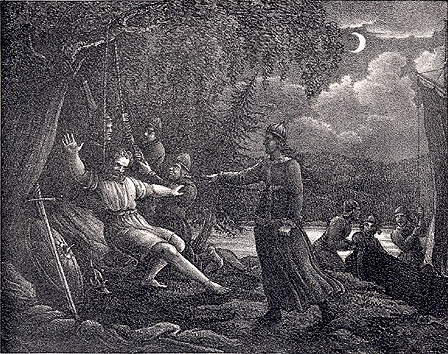
Agne pendu par sa femme Skjalf à Agnafit.

Agnafit ou Agnefit est l'ancien nom de l’endroit où le lac Mälar rencontre la mer Baltique. Au XIVe siècle, un paragraphe de l’Historia Norwegiae décrit Agnafit comme le lieu où Stockholm a été fondée. Certains disent que c'était une ville de pêcheurs située sur l'île de Stadsholmen, avant la fondation de Stockholm en 1252.
Ce lieu est également mentionné par Snorri Sturluson dans Heimskringla (la Saga des rois de Norvège) comme l'endroit où le roi de Suède Agne a été pendu par sa jeune épouse Skjalf à l'aide de son torque d'or. Capturée par Agne en Finlande, après l'exécution de son mari elle put s'échapper avec ses serfs. Plus loin dans Heimskringla, l'auteur écrit que le roi Olaf II de Norvège a été capturé par les suédois sur le lac Mälar. Il aurait dû creuser un canal à Agnafit pour s'échapper vers la mer Baltique.
Snorri Sturluson explique l'étymologie du terme Agnafit comme un assemblage du nom du roi Agne et de fit (« prairie humide »), les toponymistes, quant à eux, suggèrent que Agne- pourrait provenir de l'usage d'outils de pêche à l'appât à cet endroit.
Le lieu est également mentionné dans Ásmundar saga kappabana et dans Orvar-Odd's saga. Dans cette dernière, Agnafit est mentionné dans la chanson de la mort du héros suédois Hjalmar. Il chante qu'il ne pourrait jamais plus voir sa princesse bien-aimée à laquelle il fit ses adieux à Agnafit.
| Leiddi mik en hvíta hilmis dóttir á Agnafit útanverða ; [???eða: Hvarfk frá hvítri hlaðs beðgunni á Agnafit útanverðri ;] saga mun sannask, er sagði mér, at aptr koma eigi myndak. | Elle me conduisit, la fille du Seigneur, jusqu'à Agnafit à côté de l'océan ; [... ... ...] il était vrai ce qu'elle me dit alors, que jamais après cela je ne pourrai revenir. |  |

Quand Orvar-Odd retourne à Uppsala, la princesse s'est suicidée et a été enterrée avec Hjalmar dans la même fosse.